# Détective Conan : La Fiancée de Shibuya
Série
Détective Conan : La Balle écarlate
(2021) Détective Conan : Le Sous-marin noir
(2023)
Pour plus de détails, voir Fiche technique et Distribution.
Détective Conan : La Fiancée de Shibuya (名探偵コナン ハロウィンの花嫁, Meitantei Konan: Harowin no hanayome) est un film d'animation japonais réalisé par Susumu Mitsunaka et sorti en 2022. Il s'agit du vingt-cinquième long métrage issu de la série Détective Conan. Le film se concentre sur des incidents d'un poseur de bombes nommé « Plamya ». Il fait suite au film Détective Conan : La Balle écarlate.
En France, ce volet de la franchise est d'abord projeté en cent soixante avant-premières VOSTFr le 15 avril 2022, jour de sa sortie en salle au Japon. Une première pour un film japonais dans l'Hexagone. Les mauvais résultats de ces avant-premières dissuadent certains exploitants du pays de projeter Conan dans les salles de cinéma. Il connaît ensuite une sortie nationale française en VO et VF le 18 mai 2022.
Il s'agit du second film Détective Conan à être distribué au cinéma en France, appartenant à une succession d'échecs commerciaux en salle et en vidéo,,,, la Fiancée de Shibuya est un flop sans aucun retour sur investissement pour le distributeur indépendant Eurozoom,. Il est le 17e film le moins rentable du box-office français en 2022. D'après le distributeur, les attentes et décisions marketing autour étaient motivées par les réseaux sociaux, mais déçoit par un manque de mobilisation de cette influence virtuelle et des fans, ces productions se heurtent également à un rejet du grand public français,,,.

## Synopsis
Le quartier de Shibuya à Tokyo est en pleine effervescence pour Halloween, de mystérieuses explosions intriguent les forces de police. En robe de mariée, l'inspectrice Miwako Sato se dresse devant un parterre d’invités, soudain, un assaillant fait irruption dans la salle de réception et parvient à toucher l'inspecteur Wataru Takagi dans un geste désespéré pour protéger Sato. Un criminel s'évade entre-temps de prison : l'homme qui a tué Junpei Matsuda trois ans auparavant lors d'une série d'attentats à la bombe, dont Miwako était éperdument amoureuse. Takagi survit à son agression mais cette attaque ravive chez Sato le souvenir du détective Matsuda, l’image de la Faucheuse qu’elle avait alors vue au-dessus de lui plane désormais sur l'inspecteur,.
L’agent infiltré Toru Amuro se lance à la poursuite du fugitif afin de venger la mort de son ancien camarade de l'académie de police. Il tombe dans le piège d'un mystérieux personnage costumé qui le tient dans un abri souterrain avec une bombe autour du cou. Tous les signes portent à croire que ces événements ont été orchestrés par le légendaire poseur de bombe « Plamya ». Au milieu de ces conspirations, Conan Edogawa tente de démêler les fils et se retrouve alors au cœur d'une nouvelle enquête pour trouver qui se cache derrière ces incidents,.

## Fiche technique
- Titre original : 名探偵コナン ハロウィンの花嫁 (Meitantei Konan: Harowin no hanayome?)
- Réalisation : Susumu Mitsunaka
- Scénario : Gōshō Aoyama et Okura Takahiro
- Musique : Yugo Kanno
- Sociétés de production : TMS Entertainment
- Société de distribution : Toho Company, Ltd., Eurozoom (France)
- Pays d'origine :  Japon
- Langue originale : anglais et japonais
- Format : couleur
- Genre : Animation
- Durée : 110 minutes
- Dates de sortie :
  - Japon : 15 avril 2022
  - France : 15 avril 2022 (avant-premières), 18 mai 2022 (sortie nationale)[1]

## Sorties
Avec le distributeur Eurozoom, La Fiancée de Shibuya sort en avant-premières le 15 avril en France métropolitaine dans 160 salles, ainsi qu'en Belgique, au Luxembourg et en Nouvelle-Calédonie,,. Le long-métrage est exploité nationalement dans 279 salles en France métropolitaine le 18 mai 2022 et également en sortie limitée à La Réunion, en Polynésie française, en Martinique, en Guadeloupe, en Nouvelle-Calédonie, en Belgique, au Luxembourg et en Suisse romande,,.

### France

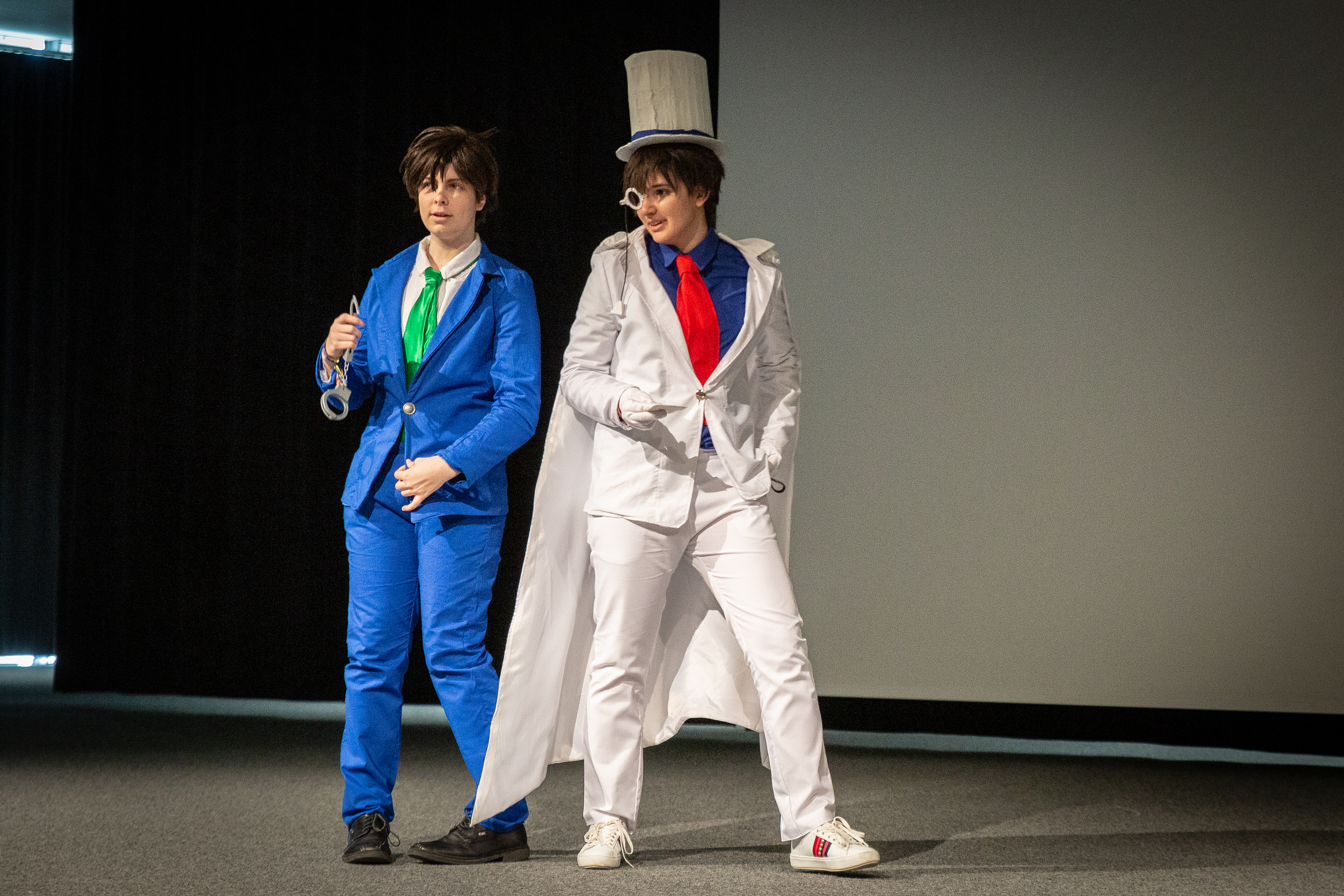
En 2023, la distributrice Amel Lacombe estime être tombée dans le piège d'une bulle avec ce film, ayant investi pour satisfaire un public « puriste » issu des réseaux sociaux ; elle fustige les fans de Conan, et leur manque de mobilisation dans la réalité. Le grand public reste également insensible à ces films,.

En 2021, le studio TMS France approche le distributeur français Eurozoom pour réintroduire Détective Conan en France, lequel signe après avoir déjà repéré cette franchise et le succès de ses longs métrages au Japon,. Produits à un rythme annuel, ces films se classent systématiquement dans le trio de tête du box-office japonais. Les rapports entre le studio et le distributeur conviennent en amont que la notoriété de la licence au Japon ne justifie pas d'avoir des ambitions similaires en France. Malgré le déficit de notoriété sur le territoire, Eurozoom tente sa chance avec un premier film, puis ce second film en VOSTFr et avec une version française produite par le studio luxembourgeois Soundtastic, familier des productions du distributeur. En discussion commune, Eurozoom fait le choix d'être cohérent avec le public cible de ce type de production et reprend les comédiens des premiers épisodes de la série télévisée que produisait alors AB Productions et dont la popularité s'est développée sur France 3 entre 2005 et 2006.
La communication de ce second opus reste dépendante d'une base de fans. Eurozoom lance un système de faire-part sur les réseaux sociaux pour reprendre le thème du mariage du film, en proposant à chaque fan de rassembler cinquante personnes pour aller voir le film en avant-première ou lors de la sortie nationale, et en s'engageant à contacter les cinémas si les localités de ces groupes ne projetaient pas le film. Les dix premiers groupes se sont vus offrir des cadeaux publicitaires limités à cinq-cents exemplaires, cette opération avait vocation à créer une dynamique et un engouement fort. Le titre est également adapté, afin d'être plus évocateur auprès d'un public nipponophile dans la communication.

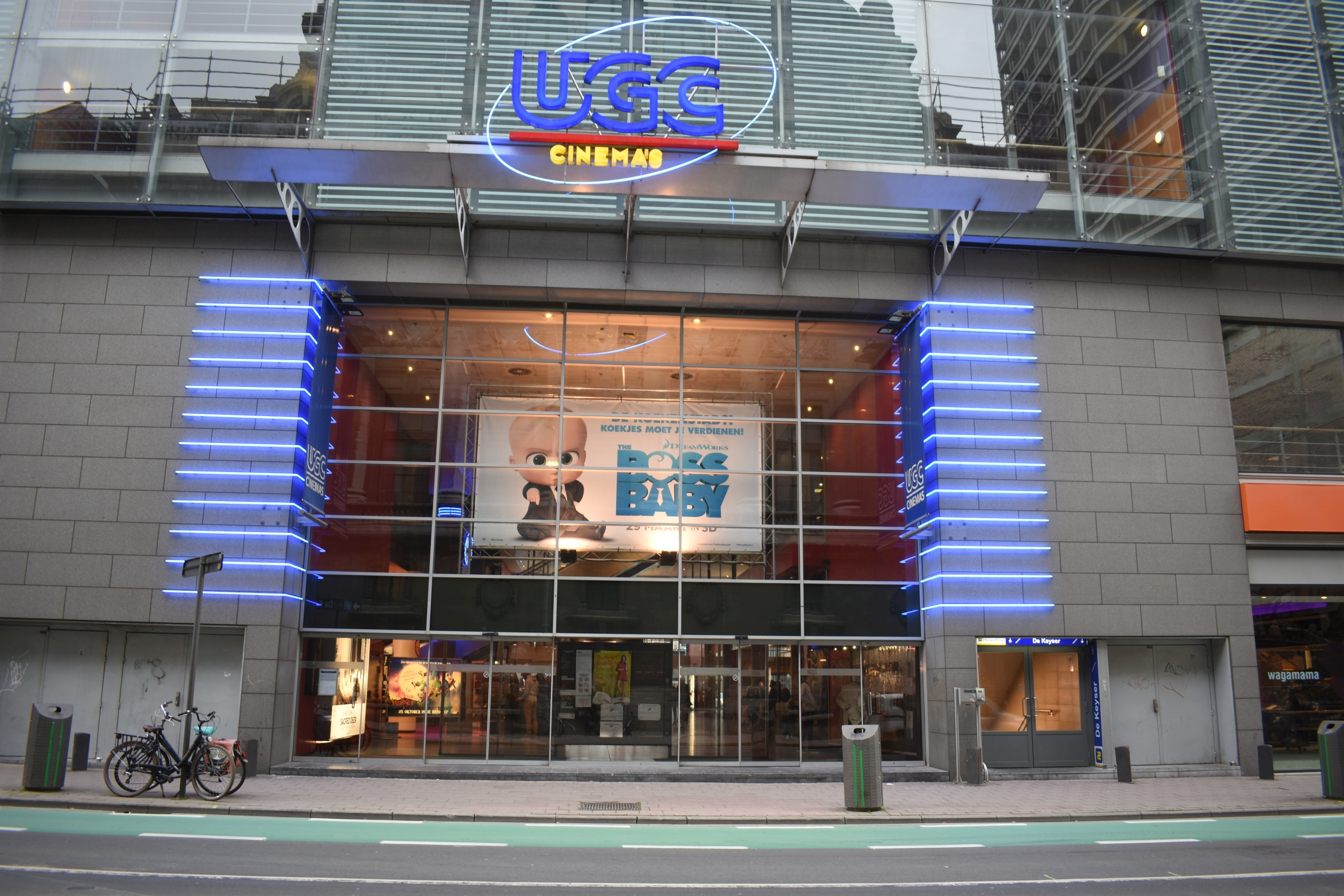
Le distributeur Eurozoom souhaitait lancer un film par an, escomptant une croissance exponentielle de la fréquentation, les exploitants posent néanmoins un ultimatum après les résultats de ce film — 17e flop du box-office français en 2022 avec 33 440 entrées — : un minimum de 150 000 entrées sur sa suite, Le sous-marin noir,.

Le film est projeté en plusieurs avant-premières dans cent soixante salles de cinéma (en version originale) le 15 avril 2022 en France, simultanément avec le Japon, moyennant un fort investissement du distributeur pour avoir accès au matériel par rupture de clauses contractuelles. Une telle exposition constitue une première pour un film japonais ; les exploitants programment le film sans l'avoir vu et les restrictions imposées par le Japon ne permettant ni projection presse, ni projection partenaire. Cependant, comme son prédécesseur, La Fiancée de Shibuya est un gouffre financier sans retour sur investissement,,,. Le distributeur évoque des résultats catastrophiques et se dit « très déçu » de la mobilisation « extrêmement faible » des « fans de Détective Conan ». Eurozoom souhaite installer Conan comme une franchise tout public, avec à moyen terme un objectif de « plusieurs centaines de milliers d'entrées » par volet, pour autant le grand public et le public familial « de Disney » boudent également ces deux premières productions,. Ce manque de succès d'une opération coûteuse nuit à la réputation du film et du distributeur auprès des cinémas, certains programmateurs de cinéma invoquent les résultats de ces avant-premières pour arguer de la faiblesse du projet et en refuser l'exploitation nationale. Il est projeté à travers la France dans plus de deux cent soixante salles de cinéma,.
Le distributeur évoque un effet de loupe, dû aux « bruits » des réseaux sociaux, qui ont faussé les attentes et les décisions d'investissement sur ce deuxième film. La dirigeante du distributeur Amel Lacombe s'est également dite désabusée des conjectures « puristes » de ces fans, déconnectés de toute réalité, et affirme avoir éprouvé des difficultés à valoriser une sortie en salle et son importance aux yeux de ce public, plus enclin à attendre des sorties sur les plateformes de streaming. De ce type de projet, il est exprimé qu'un diffuseur comme Netflix n'en veut pas sous son modèle et que seul le succès en salle, en première semaine, compte pour pouvoir défendre la licence et produire des suites, la sortie physique ne rentabilisant pas ces productions.
L'exploitation — et la couverture presse et publicitaire — de ces deux films permet de débloquer la situation autour de la série animée Détective Conan et de ses premiers épisodes en vidéo à la demande, en télévision et en Fast TV,. Aux éditions Kana, le manga Conan est la 4e licence en termes de vente et voit cette même année la publication de son 100e tome en France accompagné d'une communication commune avec ce film. Néanmoins, un effet de notoriété suffisant sur les sorties en salle était attendu sur ce second achat et sur un troisième opus, Le Sous-Marin Noir (2023), par le distributeur et les salles de cinéma,.
Eurozoom affirme que la barre de minimum 150 000 entrées sur le troisième film devait être atteinte pour persuader les cinémas de continuer, soit le quintuple des entrées de La Fiancée de Shibuya et autant que les films d'animation japonais à licence Dragon Ball Z, Le Film 2 en 1996 (AB Films Distribution) et Pokémon 3 en 2001 (Warner Bros France). Pour tenter d'y parvenir, cette suite paraît plus tardivement que ses prédécesseurs par rapport à la sortie japonaise, à une période où la concurrence est moins rude et où les vacances scolaires estivales permettent, potentiellement, de toucher un public plus large. Les exploitants se montrent néanmoins plus réticents à projeter cette suite, notamment en province, et fait un flop avec un peu moins de 30 000 entrées.

## Distribution

### Voix originales
- Tōru Furuya : Tōru Amuro
- Rikiya Koyama : Kogorō Mōri
- Shin'ichirō Miki : Kenji Hagiwara
- Minami Takayama : Conan Edogawa
- Wakana Yamazaki : Ran Mori

### Voix françaises
- Ioanna Gkizas : Conan Edogawa
- Bruno Mullenaerts : Shinichi Kudo
- Marie-Line Landerwijn : Ran Mōri, Mitsuhiko
- Éric Legrand : Tōru Amuro
- Franck Fischer : Kogorō Mōri
- Magaly Texeira : Miwako Sato
- Mathieu Moreau : Wataru Takagi
- Laëtitia Liénart : Ai Haibara
- Thierry Janssen : Genta Kojima, Dr Agasa
- Rémi Bichet : Jinpei Matsuda
- Béatrice Wegnez : Ayumi Yoshida
- Laurent Bonnet : Yuya Kazami
- Rémi Barbier : l'inspecteur Megure
- Stéphane Roblès : Hiromitsu Morofushi
- Taïssa Ulitskaïa : Erenka Lavrentieva
- Caty Baccega : Christine Richard
- Antoine Chapuis : Tsutomu Muranaka
- Jennifer Baré : Sonoko Suzuki

## Accueil

### Critique
En France, le site Allociné donne une moyenne de 3,4⁄5, après avoir recensé 13 critiques de presse.

### Box-office
Le jour de sa sortie en France, le film se classe en 3e position du box-office des nouveautés avec 5 430 entrées, dont 3 045 en avant-premières, pour 260 copies. Le film suit la comédie J'adore ce que vous faites (17 760) et devance son compatriote Fuis-moi, je te suis (2 225). Le film engrange 18 200 entrées au bout de sa première semaine d'exploitation.
La Fiancée de Shibuya totalise 33,445 entrées en France, un score sous les espérances du distributeur,. Pour une exploitation nationale dans 260 salles (129 spectateurs/salle) sur sept semaines, La Fiancée de Shibuya est le 17e pire échec enregistré au box-office français en 2022. Néanmoins, la franchise connaît une progression de près de 40 % comparé au film précédent (23 924 entrées). Au Luxembourg, le film rencontre un moins bon accueil avec 95 entrées que son prédécesseur (130 entrées).